# Joseph Coutts
Joseph Coutts, né le 21 juillet 1945 à Amritsar (Inde) est un prélat catholique indien, missionnaire au Pakistan. Nommé coadjuteur du diocèse de Hyderabad en 1988, il en devient l'évêque en titre en 1990, puis se voit nommé évêque de Faisalabad en 1998 et archevêque de Karachi en 2012. Il est élevé au cardinalat en 2018 par le pape François. Il se retire de l'épiscopat en juillet 2020 à l'âge canonique de la retraite, fixé à 75 ans, et accède alors à l'éméritat.

## Biographie
Après ses études au séminaire du Christ-Roi de Karachi, il étudie à Rome, puis revient à Karachi y enseigner la philosophie. Il est ordonné prêtre le 9 janvier 1971 pour l'archidiocèse de Lahore, au Pakistan. Il est alors nommé recteur du séminaire de Karachi.
Le 5 mai 1988, il est nommé évêque coadjuteur d'Hyderabad par Jean-Paul II, puis est consacré le 16 septembre suivant par Bonaventure Paul, assisté de Armando Trindade et Emanuele Gerada. Il succède immédiatement à l'évêque Paul après la démission de celui-ci le 1er septembre 1990. 
Le 27 juin 1998, il est nommé évêque de Faisalabad (en). En 2011, il est élu président de la conférence des évêques du Pakistan. Il est également nommé président de la branche nationale de l'association Caritas.
Enfin, le 25 janvier 2012, il est nommé archevêque de Karachi par le pape Benoît XVI. Il reçoit le pallium des mains du pape le 29 juin suivant en la basilique Saint-Pierre.
En 2014, il fonde notamment la Good News Radio, première station catholique au Pakistan. Cette même année, il participe au synode des évêques sur la famille.
Au cours de son épiscopat, il joue un rôle important dans la lutte pour les droits des minorités et des chrétiens en particulier, qui représentent 2% de la population pakistanaise, et dénonce à plusieurs reprises la politique gouvernementale du pays. Depuis 2010, il dénonce les lois anti-blasphème qui punissent très sévèrement - même de la peine capitale - toute personne accusée (ou même soupçonnée) d'avoir profané le Coran ainsi que la négligence du Premier ministre quant à la protection des Églises. 
Militant pacifiste, il reçoit en 2013 le Prix Paul VI de la Bonté pour son travail en faveur de la liberté religieuse. Protecteur des chrétiens et soutien actif d'Asia Bibi, il est lui-même fréquemment menacé de mort,.
Il se retire de l'épiscopat en juillet 2020 à l'âge canonique de la retraite, fixé à 75 ans. Le pape François accepte sa démission le 11 février 2021.
Il participe au conclave de 2025 qui voit l'élection de Léon XIV. Le 21 juillet 2025, il atteint l'âge de 80 ans, ce qui l'empêche de prendre part au prochain conclave.